# Сташук Віталій Филимонович
Віталій Филимонович Сташук (нар.15 жовтня 1972, Київ, УРСР, СРСР) — український політик, громадський активіст. Народний депутат України VIII скликання. 

## Життєпис

### Освіта
У 1989 році закінчив середню школу № 237 Дарницького району міста Києва.
Протягом 1989—1994 років навчався на філософському факультеті Київського національного університету імені Тараса Шевченка, за спеціальністю «політолог». У 2006 році отримав другу вищу освіту, закінчив юридичний факультет. Київський національний університет імені Тараса Шевченка, за спеціальністю «правознавство»

### Державна служба
- Після закінчення працював на державних посадах, зокрема на посаді помічника Міністра у справах національностей та міграції України — Міністр Ємець Олександр Іванович
- 1998—2002 — Вперше був обраний депутатом Київської міської ради від Харківського (згодом перейменований) у Дарницький район міста Києва
- У 2000—2001 — працював заступником начальника Комітету інформації Київської міської державної адміністрації
- 2002—2006 — Повторно обирався депутатом Київської міської ради
- Під час другої каденції в Київраді працював у громадських організаціях, зокрема заснував і очолював БО «Фонд підтримки муніципальних ініціатив» (2003−2006 рік)
- У 2006 році, був обраний депутатом Дарницької районної у місті Києві ради і водночас Головою цієї ради. 30 червня цього ж року Розпорядженням, яке підписав Президент України N 219/2006-рп, був призначений Головою Дарницької районної у місті Києві державної адміністрації[1], яку очолював до 2010 року.
- 2010 року повернувся до роботи у громадських організаціях. Того року очолив благодійну організацію «Фонд підтримки муніципальних ініціатив»[2].
- У 2011 році — член ради партії «Фронт змін», координував роботу Київського міського штабу акції «Україна без Януковича». Після об'єднання з «Фронту змін» з ВО «Батьківщина», Віталій Сташук у 2012 році став заступником керівника Київського міського штабу Об'єднаної опозиції «Батьківщина».Віталій Сташук на Майдані на початку Революції Гідності. 2013 рік

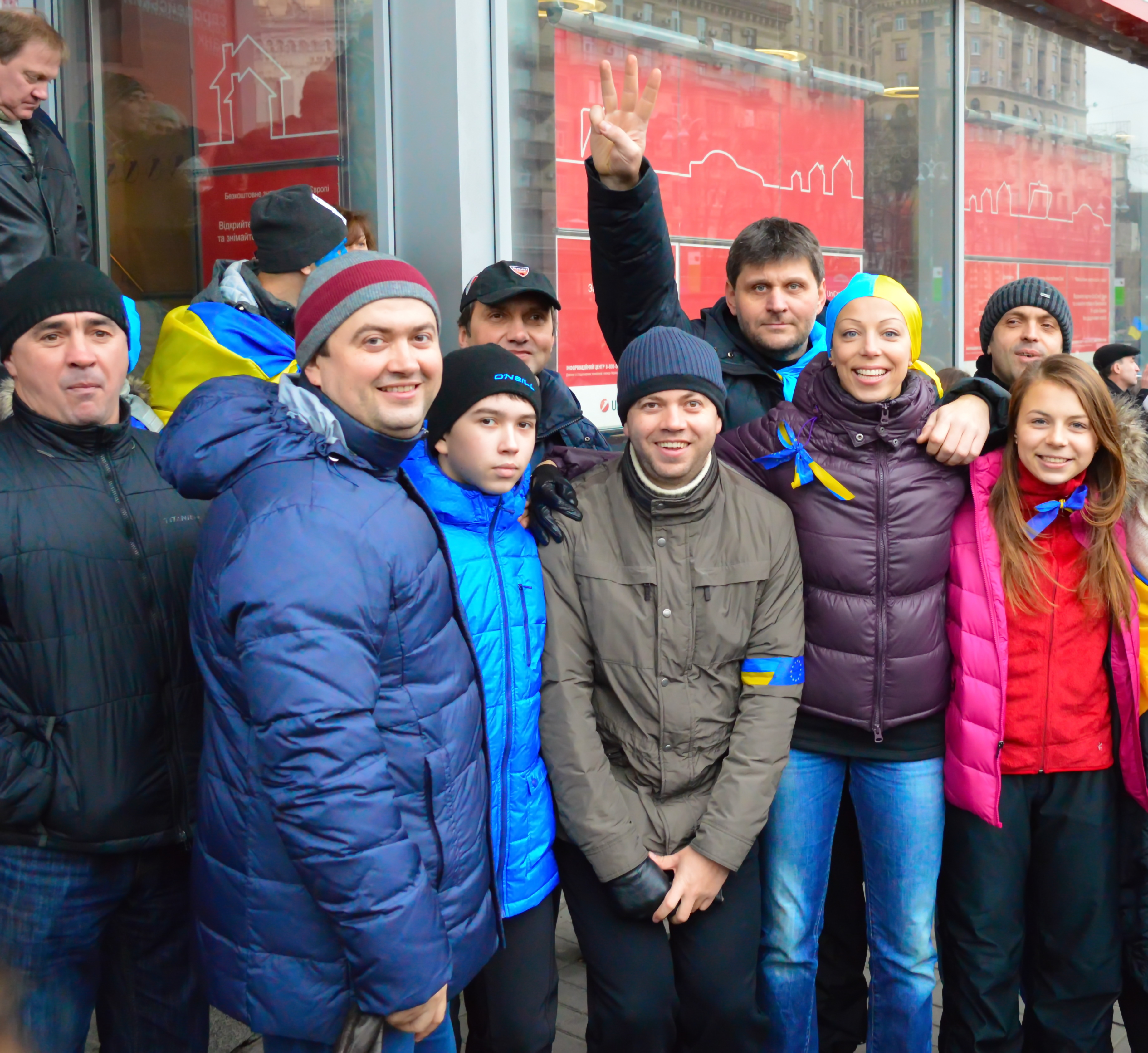
Віталій Сташук на Майдані на початку Революції Гідності. 2013 рік

- У жовтні 2014 року переміг як мажоритарний кандидат на виборах у 212 (мажоритарному) окрузі міста Києва (Дарницький район). Був висунутий партією «Народний Фронт»[3].
- Народний депутат України VIII скликання. Секретар Комітету Верховної Ради України з питань будівництва, містобудування і житлово-комунального господарства.[4]

### Громадська діяльність

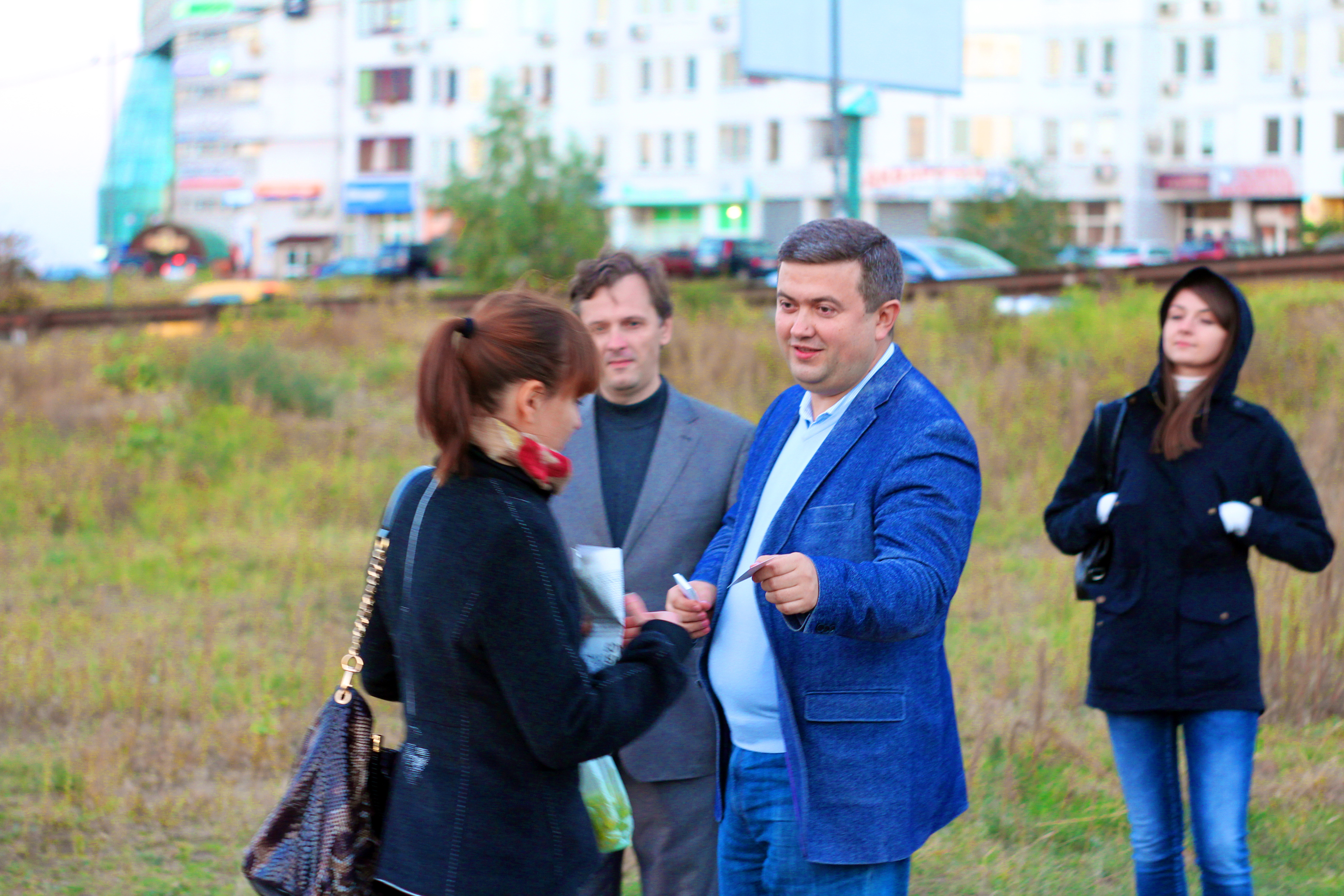
Віталій Сташук зустрічається з виборцями на окрузі № 212. м. Київ

- 1994—1995 — Український фонд підтримки реформ, (експерт із громадсько-політичних питань)
- 1995—2000 — Асоціація молодих українських політологів і політиків, (віце-президент)
- З 2004 — Фундація «Чинність закону» (Голова спостережної ради)
- З 2005 — Громадянська палата міста Києва (Голова спостережної ради)
- 2003—2006 (пізніше з 2010) — БО «Фонд підтримки муніципальних реформ» (керівник)
- 2011 — Інститут вивчення проблем верховенства права (член спостережної ради)
- з 2012 — Інститут розвитку самоорганізації населення (Голова наглядової ради)

## Родина
Щасливий батько трьох янголяток
- Дружина — Сташук Світлана Степанівна, працівник медіа сфери;
- Донька — Сташук Тетяна Віталіївна, 2008
- Син — Сташук Владислав Віталійович, 2001
- Прийомний син - Пемпусь Женічка Романович, 2008